# Chupa (Film)
Chupa ist ein US-amerikanischer Fantasy-Abenteuerfilm von Jonás Cuarón aus dem Jahr 2023. Er wurde am 7. April 2023 weltweit über Netflix veröffentlicht.

## Handlung
1996 sucht der Wissenschaftler Richard Quinn nach einem mexikanischen Fabelwesen namens Chupacabra, das angeblich über Heilkräfte verfügen würde. Tatsächlich schreckt er eines bei Ausgrabungen in einer alten Mine auf. Es kann entkommen und gerade noch sein Kind verstecken, bevor es angefahren wurde und verletzt fliehen musste.
Etwa zur gleichen Zeit hat der 13-jährige Latino Alex Probleme mit Mobbing in der Schule. Sein Vater ist vor wenigen Monaten an Krebs verstorben. Seine Mutter schickt ihn daher nach Mexiko, um seine erweiterte Familie kennen zu lernen. So trifft er in Mexiko auf seinen Großvater Chava, eine ehemalige Lucha-Libre-Legende im Ruhestand mit einer leichten bis mittleren Demenz-Erkrankung. Die Ferien verbringen auch der Lucha-Libre-verrückte jüngere Cousin Memo und die hippe ältere Kusine Luna dort. Die Verständigung fällt etwas schwer und Alex hat auch Probleme, sich einzufinden. Doch eines Nachts findet er das verängstigte Chupacapra-Junge, das er auf den Namen „Chupa“ tauft. Die beiden freunden sich an und er muss feststellen, das auch sein Großvater davon gewusst hat: Er war es, der die Mutter angefahren hat und versucht es nun zu verstecken. Auch Memo und Alex werden eingeweiht.
Kurz darauf taucht der zwielichtige Wissenschaftler Richard Quinn auf und beginnt auf der Farm von Chava herumzuschnüffeln. Alex und seine Verwandten beschließen, Chupas Familie zu finden. Vorher versucht Memo ihm jedoch noch das Fliegen beizubringen, was jedoch misslingt. Dazwischen findet Alex heraus, das sein Vater ebenfalls ein Lucha Libre werden sollte und als Chavas Erzfeind auftrat. Er verließ jedoch Mexiko, als er Alex’ Mutter kennen lernte.
Quinn entdeckt schließlich Chupa, als Alex ihn gerade zu seiner Familie bringen will, und es kommt zu einem Showdown an einer Schlucht. Chupa entkommt zunächst, doch als die Brücke zusammenbricht, kehrt das Wesen zurück. Es gelingt ihm zum ersten Mal zu fliegen und er rettet Alex vor dem sicheren Tod. Als er Alex absetzt, wird er von Quinn gefangen, doch es erscheinen mehrere Chupacabras, die ihn befreien.
Alex kehrt am Ende der Ferien in die Vereinigten Staaten zurück, hat aber mit seinen mexikanischen Wurzeln Frieden geschlossen. Chava beschließt familiäre Hilfe anzunehmen und in die Stadt zu ziehen, um für seine Enkel da zu sein.

## Hintergrund
Die Produktion zu dem Film begann 2020. Das Drehbuch schrieben Marcus Rinehart, Sean Kennedy Moore und Joe Barnathan, Regisseur wurde Jonás Cuarón. Die Produktion für Netflix übernahmen Chris Columbus, Michael Barnathan und Mark Radcliffe unter dem Namen 26th Street Pictures. 2021 erhielt der Film den Titel Chupa. Die Dreharbeiten fanden zwischen August und Oktober 2021 in New Mexico statt.

## Veröffentlichung
Der Film erschien am 7. April 2023 weltweit über Netflix. Der Filmtitel ist im Spanischen etwas heikel, da „chupa“ dort zum einen „saugen“ heißt, was auch im Film angesprochen wird, aber auch ein Slangwort für Fellatio ist. Dies sorgte für Spott unter den spanischen Zuschauern.

## Synchronisation
Die deutsche Synchronbearbeitung entstand 2023 nach einem Dialogbuch und unter der Dialogregie von Sven Plate bei der Interopa Film in Berlin.
| Darsteller          | Rolle                  | Synchronsprecher    |
| ------------------- | ---------------------- | ------------------- |
| Christian Slater    | Richard Quinn          | Sven Hasper         |
| Evan Whitten        | Alex                   | Bela Baum           |
| Demián Bichir       | Chava                  | Carlos Lobo         |
| Julio Cesar Cedillo | Dr. Juan Carlos Ortega | François Smesny     |
| Adriana Paz         | Julia                  | Carolina Vera       |
| Ashley Ciarra       | Luna                   | Alma van Cauwelaert |
| Krystin Goodwin     | Nachrichtensprecherin  | Regina Gisbertz     |
| Alex Knight         | Quinns Mitarbeiter     | Tommy Morgenstern   |
| Michael Kostroff    | Taylor                 | Alexander Hauff     |

## Rezeption
Der Film wurde vielfach mit Steven Spielbergs E.T. – Der Außerirdische (1982) verglichen, da es auch hier darum geht, dass ein Fantasie-Wesen mit der Hilfe eines kleinen Jungen seine Familie wieder findet. Kinderfilmwelt bewertete den Film etwas schlechter als sein Vorbild. Die Seite vergab nur drei von fünf Punkten. Im direkten Vergleich mit E.T. berühre der Film weniger, da die verschiedenen Stationen von Alex’ innerer Reise „viel zu hastig abgeklappert“ werden. Viel zu platt sei auch der Umgang mit Chavos beginnender Erkrankung.
Das Lexikon des internationalen Films vergab ebenfalls nur drei von fünf Punkten und schrieb: „Ein sympathisches Jugend-Fantasyabenteuer, das seine Story nach bewährtem „E.T.“-Schema elegant mit realen Befindlichkeiten wie den Schwierigkeiten von Kindern mit Migrationshintergrund und Trauerarbeit anreichert. Auch dank gut gemachter Effekte ein gelungener Genrebeitrag, der nebenbei liebevoll mir mexikanischer Populärkultur spielt.“